# Vrachonisídes Trianísia
Vrachonisídes Trianísia är öar i Grekland.   De ligger i prefekturen Nomós Dodekanísou och regionen Sydegeiska öarna, i den sydöstra delen av landet, 300 km sydost om huvudstaden Aten.